# Общо събрание на ООН
Общото събрание на ООН, наричано също (без превеждане на чуждиците) Генерална асамблея на ООН (на френски: Assemblée générale; на английски: General Assembly), е най-важният от 6-те ръководни органа на Организацията на обединените нации (ООН) и единственият, в който всички страни – членки на организацията имат еднакво представителство.
Неговите правомощия са да наблюдава бюджета на ООН, да назначава временни членове на Съвета за сигурност, да приема доклади от други органи на ООН и да прави препоръки под формата на резолюции на Общото събрание.
Провежда сесии (заседания) всяка година с председател, избиран измежду представителите на страните членки.
Първата сесия е проведена на 10 януари 1946 в Централната зала на Уестминстърския дворец в Лондон с представители на 51 страни.

## Функции и правомощия
Има широки правомощия, обсъжда всички въпроси в рамките на устава на ООН или отнасящи се до правомощията на всеки от неговите органи с изключение на въпросите за Съвета за сигурност. Може да дава препоръки на Съвета за сигурност и на държавите членки на ООН по всички въпроси от компетенцията му:
- за поддържане на международния мир и сигурност;
- разоръжаване;
- ликвидиране на колониализма;
- развитие на международното сътрудничество в икономиката, социално, културно развитие, вътрешния живот и финансиране дейността на ООН.

Общото събрание на ООН обсъжда и дава препоръки по всички въпроси за международния мир и сигурност, поставени от страна членка. Обръща внимание на Съвета за сигурност по политическото положение по разни въпроси и райони в света, които застрашават световния мир и сигурност.
Правомощия по вътрешната дейност:
- разглежда, утвърждава, дава препоръки по отчетите и докладите на отделните органи на организацията;
- избира непостоянните членове на Съвета за сигурност и ИКОСОС.

Съветът за попечителство, Общото събрание и Съветът за сигурност съвместно избират съдиите в Международния съд, назначават генералния секретар на ООН и приемат нови членове, утвърждават бюджета и контролират финансовата дейност.

## Гласуване
Всяка страна членка има 1 глас. Решенията на Общото събрание по важни въпроси (например: препоръки за поддържане на международния мир и сигурност, нови членове на Съвета за сигурност, ИКОСОС, спиране на права и привилегии на страна членка, изключване на страна по бюджетни въпроси и други) се взимат с мнозинство от 2/3 от присъстващите. По всички останали въпроси се гласува с обикновено мнозинство от присъстващите и гласуващите членове.

## Сесия
Всички годишни редовни сесии продължават около 3 месеца. Откриват се в 3-тия вторник на септември. В началото на всяка сесия Общото събрание избира председател за ръководене на сесията и 21 заместник-председатели и представители на 7-те основни комитета на Общото събрание въз основа на географско представителство.
Провеждат се в Ню Йорк, но може и на друго място, ако страните членки вземат съответно решение. Общото събрание провежда и специални сесии, свиквани от Съвета за сигурност или от мнозинството на страните членки. Свикват се по всяко време на годината, след като изминат 15 дни и след като генералният секретар е получил предложение от Съвета за сигурност или мнозинството членове.

## Специална сесия
По искане на отделна страна членка, ако до 30 дни след като главният секретар получи предложение и към него се присъединят мнозинството от страните. В случай на заплаха за мира се свикват специални сесии от генералния секретар 24 дни след получаване на искане от Съвета за сигурност и подкрепено от 9 члена на Съвета или мнозинството членове на организацията.

## Дневен ред на сесиите
Всяка сесия е барометър за международните отношения в различни области. В общите разисквания страните излагат своите позиции, правят предложения в икономически, социални и други области. Предварителният дневен ред се подготвя от главния секретар и се съобщава на страните членки до 60 дни преди откриването на сесията.
Дневният ред включва доклад на главния секретар, доклади на Съвета за сигурност, ИКОСОС, Съвета за попечителство, на спомагателните органи на Общото събрание, на специализирани организации на ООН, към които се добавят въпроси, по които Общото събрание е взело решение на предходна сесия или въпроси предложени от главните органи на ООН и страна членка, включително и въпроси за бюджета за следващата финансова година, отчет за финансите за изтеклата година, въпроси, които главният секретар смята за необходимо да внесе за разглеждане от Общото събрание и всеки спор, който държава – нечлен на ООН иска да бъде разгледан от Общото събрание при условие, че държавата е страна по даден спор и желае сигурно уреждане на спора. По дневен ред въпросите са между 120 и 130.
До 30 дни след откриване на сесията на Общото събрание страните членки, главният секретар, Общото събрание могат да поискат включване на допълнителни въпроси. Може да се включат допълнителни въпроси и след този срок, които са важни при решенията на мнозинството страни членки.

## Делегации
В състава могат да бъдат включени до 5 представители заедно с ръководителя и необходимия брой съветници. Делегациите се оглавяват от външния министър или ръководителя на правителството по време на общата дискусия, а след това от заместник-министър на външните работи или постоянния представител в ООН. Дейността се извършва по приети процедурни правила. След общите дебати (около 20 дни) точките от дневния ред се предават според тематиката в съответните комитети.
За изпълнение на функциите си Общото събрание учредява нужния брой комитети. Създадени са 6 главни комитета:
1. Обсъжда въпросите за разоръжаване и международна сигурност;
2. Икономически и финансови въпроси;
3. социални, хуманитарни и културни въпроси;
4. специални политически и въпроси по деколонизацията;
5. административни и бюджетни въпроси;
6. правни въпроси;

Всеки главен комитет избира председател, 2 заместник-председатели, докладчик.

## Тайни избори
Провеждат се през първата седмица от сесията на Общото събрание. Комитетите приемат програма за работата си по проблеми и срокове, отбелязват броя на заседанията, представят доклад и препоръки за утвърждаване от Общото събрание.
Комитетът създава подкомитети. Освен 7-те главни комитета има 2 процедурни комитета.
1. Генерален комитет – включва председателя на сесията, 21 заместници + 7-те председатели на 7-те главни комитета. Разглежда предварително дневния ред и списъка с допълнителни въпроси. Съставя дневния ред за всяко заседание на Общото събрание, координира дейността на главните комитети, предлага дата за закриване на сесията.
2. Комитет за проверка на пълномощията – състои се от 9 членове, назначени от Общото събрание по предложение на председателя на сесията. Избира длъжностни лица и проверява пълномощията на делегатите.